# Абасы
Аба́сы (также абаасы, якут. абааһы) — злые духи верхнего, среднего и нижнего миров в якутской мифологии, живущие своими племенами и родами, со своим хозяйством. Подчиняются «великому господину» — богу Улу тойону, который вместе с абасами сумел заложить в человеке злое начало, отождествляемое с нечистотами. В свою очередь, в якутском эпосе «Олонхо» абасы выступают противниками Айыы аймага.
Согласно представлениям якутов, имеют облик человека ростом с лиственницу. В некоторых легендах предстают в образе одноногих, одноруких и одноглазых чудовищ.
Абасы подбивают людей на плохие поступки, в том числе преступления, насылают на них беды и болезни. Питаются душами людей и животных. Основной задачей шамана, лечившего больного человека, было выяснение того, какие именно абасы причинили болезнь. После этого следовало либо вступить в борьбу с ними, либо принести в жертву абасам животных, душу которых как бы обменивали на душу больного человека.
Кроме того, важным средством защиты от злых духов были колючие кусты шиповника, которых, по мнению якутов, боялись абасы.